# 闫文滨
闫文滨（1967年10月—），男，中华人民共和国外交官，曾任中华人民共和国驻摩尔多瓦共和国特命全权大使。

## 生平
闫文滨1993年进入中华人民共和国外交部工作，先后在外交部领事司、驻乌兹别克斯坦大使馆、外交部欧亚司、驻哈萨克斯坦大使馆任职。2009年，任驻俄罗斯大使馆参赞，后升任公使衔参赞。2015年，改任外交部政策规划司公使衔参赞。2016年12月，出任驻符拉迪沃斯托克总领事。2021年12月，出任中华人民共和国驻摩尔多瓦大使。2025年6月，自驻摩尔多瓦大使离任。

## 家庭
已婚，有一子。